# Geometricae
Geometricae è una rivista d'arte che si occupa di astrattismo geometrico internazionale. È stata fondata nel 2015 come rivista digitale senza scopo di lucro da un gruppo di artisti e critici del CIRCA (Centro Internazionale di Ricerca sull'Arte Concreta) guidati dall'architetto Gianfranco Spada, a Valencia, in Spagna.

## Approccio
Geometricae include contenuti multilingue sull'arte astratta geometrica come interviste e recensioni, con rassegna delle più importanti mostre internazionali e delle opere di artisti emergenti a professionisti affermati. Le pubblicazioni hanno incluso, tra le altre, interviste a famigliari di Max Bill, Eusebio Sempere e conversazioni con Carlos Cruz-Diez.